# لويس أيالا
لويس أيالا (بالإسبانية: Luis Ayala)‏ هو لاعب كرة قاعدة مكسيكي، ولد في 12 يناير 1978 في لوس موتشيس في المكسيك.

## وصلات خارجية
- لويس أيالا على موقع دوري كرة القاعدة الرئيسي (الإنجليزية)
- لويس أيالا على موقعبيزبول رفرنس.كوم (الدوري الرئيسي) (الإنجليزية)
- لويس أيالا على موقعبيزبول رفرنس.كوم (الدوري الثانوي) (الإنجليزية)
- لويس أيالا على موقع إي إس بي إن.كوم (أم.أل.بي) (الإنجليزية)
- لويس أيالا على موقع مشجعي الرسوم البيانية (الإنجليزية)